# Кохлеарен имплант
Кохлеарен имплант е електронно устройство, което помага на загубилите слуха си да чуват. Има външни и вътрешни части. Имплантът не възвръща нормалния слух, а само го имитира, като стимулира директно слуховия нерв с електрически импулси. В България често за използва и внесеното от немски (Cochleaimplantat) „кохлеарен имплантат“ както и „кохлеарен имплантант“.

## Части
Външни
- Речев процесор с микрофон, който избирателно приема звуковите вълни и по тънък кабел ги предава към предавателя.
- Предавател, който предава звуковата информация към вътрешния приемник. В самия предавател е вграден магнит, който през косата и кожата на черепа се държи за приемника.

Вътрешни
- Приемник, вгнезден в черепната кост. Той превръща звуковите вълни в електричество и ги предава по електродите към слуховия нерв.
- Електроди, поставени в кохлеата.

## Принцип на действие
Външен звуков процесор приема звуковите вълни от околната среда и ги предава на вътрешната част. Приемателят в черепната кост над ухото преобразува звука в електричество и го предава към кохлеата. Електродите в нея са в пряк досег със звуковите рецептори. По този начин електрическият импулс заобикаля увредените части в средното или вътрешното ухо, достига до слуховия нерв, пътува по него и се обработва от мозъка.
Речевият процесор – в зависимост от марката и модела – се зарежда с две или три еднократни батерии тип 675, батерия АА или със собствена акумулаторна батерия. Колко често се сменят батериите зависи от много фактори, като един от тях е настройката на процесора. Повечето потребители дават сведения за изтощаване на батериите на всеки два или три дни, като акумулаторните траят по-малко от еднократните.

## Предписание
Не всеки, загубил слуха си, може да се възползва от кохлеарен имплант. Екип от хирург и аудиолог определя дали пациентът е подходящ кандидат. Най-често общите изисквания за имплантиране са:
- двустранна тежка до пълна невросензорна глухота
- неувреден слухов нерв
- минимална полза от слухови апарати
- добри езикови и комуникационни умения
- желание за развитие на слуховоречевите умения
- реалистични очаквания към чуването с имплант [2]

За успешна се смята имплантирането, което води до подобрен слух (особено подобрено възприятие на човешка реч) и говор. За най-добри кандидати традиционно се считат следречево оглушелите възрастни (загубили способността си да чуват след усвояване на речеви умения), които имат слухова памет и могат лесно да се пригодят към чуване с импланта, както и децата до 3 г. с вродена или придобита предречева глухота, които ще изградят речта и слуховата си памет изцяло върху слух с импланта. Вече се приема, че и пациенти извън тези групи, като например възрастни с предречева глухота, могат да подобрят качеството си на живот с кохлеарен имплант. Резултатите за всеки са строго индивидуални, като зависят и от подходящата рехабилитация на слуха и говора, семейната подкрепа и постоянството в ползването на импланта.
При поставянето на импланта се губи остатъчният слух и по тази причина имплантация не се препоръчва на хора с лека и средна загуба на слуха, както и на хора, чийто слух може да бъде подобрен чрез други консервативни или оперативни методи.

## Поставяне на импланта
Вътрешните части се поставят оперативно под обща упойка, като процедурата трае от два до четири часа. Хирургът пробива мастоидната кост зад ушната мида (като предварително обръсва косата на мястото на разреза), за да достигне кохлеата, където поставя електродите. Приемникът се вгражда в черепната кост над ушната мида. Преди приключване на операцията имплантът се тества. В някои болници операцията е амбулаторна, а в други пациентът остава под наблюдение един-два дни. Поставената превръзка се сваля най-рано след 24 часа, а самият имплант се програмира и включва най-рано след две седмици.
Възстановяването от операцията е индивидуално, като много пациенти успяват да се върнат към обичайното си ежедневие още на следващия ден. Временни странични ефекти от поставянето на импланта са световъртеж, нарушен баланс, безчувственост на мястото на разреза, загуба на вкус и сухота в устата и изменяне на формата и позицията на ушната мида.

## Чуване с кохлеарен имплант
С кохлеарен имплант звуковото възприятие е различно от това, на което са свикнали нормално чуващите. Тези, които някога са имали слух, а след загубата му ползват имплант, описват човешкия глас като гласа на робот, на компютър, на Мики Маус, на Чип и Дейл. В първите месеци след активацията на импланта пациентите се учат да чуват, като свързват източник със звук и „компютърният“ оттенък на звука избледнява, когато мозъкът свикне на новата стимулация. Речевият процесор на импланта се програмира според нуждите и желанията на пациента, а при малките деца според наблюденията на родителите и рехабилитаторите им. Честите настройки на импланта в първите месеци след активацията помагат на пациента да свикне с новия звук и да извлича от него максимална полза. Подобренията в речевото възприятие са разнообразни като съществуват и пациенти без съществена полза от импланта.
Предречево оглушелите имат нужда от слуховоречева рехабилитация, за да се научат да разбират звука и най-вече човешката реч, която чуват с импланта. Редовни занимания със сурдопедагог и логопед помагат на имплантираните деца да проговорят правилно.
Докато първите импланти предавали само най-основните звукови стимулации, модерните кохлеарни импланти са чудеса на електрониката. Най-новите поколения процесори позволяват на огромна част от потребителите си да разбират човешката реч звуково, без нужда от разчитане по устните на говорещия. По този начин глухият човек може да общува в разнообразни ситуации (в шумни помещения, по телефона), да възприема музика, радио и телевизионни програми. Въпреки че не възвръщат нормалния слух, кохлеарните импланти помагат на много глухи хора да чуват като тежкочуващи с лека до средна загуба на слуха.

## История
Опитите да се стимулира слуховият нерв чрез електричество датират от 18 в., когато Алесандро Волта поставил две жици в ушите си, свързал ги с батерия и изпитал „трясък в главата“. През следващите петдесет години феноменът бил изследван, но опитите водели само до краткотрайно усещане за звук без тоналност. През 1855 г. Гийом Дюшен успешно стимулирал човешко ухо с променлив ток като това произвеждало звук „като от крилцата на муха, които се удрят в стъклото и пердето“. През 1868 г. Робърт Бренер публикувал резултатите от стимулации на слуховия нерв с електричество с различна полярност и интензитет. Той открил, че слухът се подобрява при отрицателна полярност и стимулация с два електрода.
В началото на 20 в. разнообразни експерименти в САЩ и СССР водят до откритието, че елетричеството може да се превърне в звук и преди да е достигнало вътрешното ухо. През 1957 г. Андре Джурно и Шарл Айрес стимулирали директно слуховия нерв по време на операция от холестеатома. Пациентът чул звуци „като от колелото на рулетка и от шурец“. Сигналът достигал до 1000 херца и в резултат пациентът усетил леко подобрение в слуховите си възприятия. През 1969 г. Уилям Ф. Хауз използвал опита на Джурно и създал първия модерен кохлеарен имплант с преносим процесор.
Пазарното разпространение на кохлеарните импланти с един електрод започва през 1972 г. в САЩ. По същото време австралиецът Греъм Кларк разработва многоканален имплант като го поставя на пациент през 1978 г. През 80-те години употребата на многоканалния имплант се разширява, а през 90-те, благодарение на микроелектрониката, технологията на имплантите се подобрява и външните части стават все по-малки. Днес ползващите кохлеарен имплант са над 30 000.

## Рискове
Поставянето на импланта носи рисковете на всяка оперативна намеса, извършвана под обща упойка. Специфични за кохлеарната имплантация са следните.
- Увреда на лицевия нерв, разположен близо до мястото, на което се поставят електродите. Засягането му води до частична или пълна временна или необратима парализа на съответната страна на лицето.
- Менингит. Връзката между имплантите и менингита е неясна, но в много държави ваксинацията срещу менингит е задължителна преди имплантация.
- Шум в ушите.
- Загуба на вкус в резултат на засегнат нерв към езика.
- Дълготрайна безчувственост на тъканите около разреза.
- Отхвърляне на импланта.[9]

Носителите на кохлеарен имплант не могат да бъдат подлагани на ядрено-магнитен резонанс, елетрошокова терапия и някои други процедури поради риск от разместване или демагнетизиране на вътрешните части.

## Кохлеарните импланти в България
Кохлеарни имплантации в България се извършват от 1999 г., когато проф. И. Ценев от МБАЛ „Царица Йоанна“ имплантира деветгодишно момче. Първоначално пациентите сами заплащат импланта, но през 2005 г. Националната здравносигурителна каса поема закупуването му и имплантацията за лица под 18 г. (клинична пътека № 117). За здравноосигурени възрастни НЗОК покрива само операцията и престоя в болница. Тъй като малко пълнолетни българи със силно увреден слух могат да си позволят цената, която надхвърля 36 000 лв., мнозинството имплантирани в България са деца с предречева глухота, а опитът в имплантацията и рехабилитацията на пациенти в зряла възраст е ограничен.
Имплантации се извършват в София във Военномедицинска академия и МБАЛ „Царица Йоанна“ (бивш ИСУЛ) с продуктите на два от трите световнопризнати производители на импланти: Cochlear (Австралия), Advanced Bionics (САЩ, Швейцария) и MED-EL (Австрия). От 2014 г. кохлеарни имплантации се извършват рутинно и в Тракийски център по кохлеарни имплантации към МБАЛ „Тракия“ Стара Загора от Доц. д-р Петър Руев, д.м.

## Производители
Пионер в производството на кохлеарни импланти и притежател на най-големия пазарен дял е Cochlear Limited, Австралия. Австрийската MED-EL и американската Advanced Bionics, собственост на Boston Scientific, са силни конкуренти. Кой производител е най-добър е много трудно да се определи, тъй като потребителите и на трите компании демонстрират широк обхват от постижения.